# Cecylia Gumplowiczowa
Cecylia Gumplowiczowa z domu Golde (ur. ok. 1870 w Płocku, zm. 5 sierpnia 1930 w Warszawie) – działaczka PPS o pseudonimie Cecylia.
Urodziła się w niezamożnej rodzinie kupieckiej. Od dzieciństwa była osobą wrażliwą na niedolę innych i jak mogła starała się pomagać potrzebującym i pokrzywdzonym. Cieszyła się opinią osoby niezwykle dobrej i obowiązkowej. Po przenosinach do Warszawy szybko trafiła w szeregi niedawno założonej partii  PPS.
W warunkach konspiracji zajmowała się sprawami organizacyjnymi (tzw. techniką partyjną), tzn. załatwiała noclegi, kontakty, lokale na odczyty i inne spotkania, przerzuty sprzętu, „bibuły” (wydawnictw podziemnych) i ludzi, środki na paczki dla więźniów politycznych oraz wsparcie dla strajkujących. Starała się docierać do darczyńców wspierających organizację i jej działalność. W realizacji tych zadań ściśle współpracowała z Marią Paszkowską. Cecylia Gumplowiczowa na spotkania odbywające się w liczniejszym gronie często udostępniała własne mieszkanie znajdujące się przy ul. Marszałkowskiej w Warszawie.
Swą działalnością szybko zwróciła na siebie uwagę władz carskich i po kilkakrotnym pobycie w więzieniu musiała profilaktycznie wyemigrować, najpierw do Paryża, a w 1902 do Krakowa włączając się w działalność zagranicznej komórki PPS. W Krakowie zaangażowała się w działalność emancypacyjno-uświadamiającą wśród kobiet robotnic. Postulaty zrównania w prawach pracowniczych i społecznych kobiet i mężczyzn często były tematem redagowanego i wydawanego przez nią od 1905 pisma Robotnica, organu prasowego Związku Kobiet skierowanego głównie do kobiet pracujących zawodowo. Od 1906 Robotnica stała się comiesięcznym dodatkiem do organu PPSD, zatytułowanego Naprzód.
W styczniu 1910 wyszła za mąż za partyjnego współpracownika i kolegę, poznanego już w 1902 redaktora i działacza PPS i PPSD Władysława Gumplowicza. Związek małżeński zawarli w kościele ewangelicko-reformowanym. Od 1907 późniejsi małżonkowie, w sprawach partyjno niepodległościowych utrzymywali kontakty z Józefem Piłsudskim. Cecylia Gumplowiczowa od jesieni 1914 działała w Lidze Kobiet oraz wspierała Legiony Polskie w formacjach pomocniczych. 
Zmarła w Warszawie, gdzie została też pochowana na cmentarzu ewangelicko-reformowanym. Pośmiertnie odznaczona Krzyżem Niepodległości.
Cecylia Gumplowiczowa miała siostrę Esterę, która była doktorem medycyny, a także działaczką lewicową. Należała do PPS, PPS-Lewica i KPP, wyszła za mąż za Jana Stróżeckiego, działacza PPS i PPS-Lewica.